# Emil Jørgensen
Emil Ludvig Peter Jørgensen (Copenhaguen, 7 de febrer de 1882 - Dyssegård,  Gentofte, Hovedstaden, 23 de març de 1947) va ser un futbolista danès que va competir a començament del segle xx. Jugà com a centrecampista i en el seu palmarès destaca la medalla de plata en la competició de futbol dels Jocs Olímpics d'Estocolm, el 1912.
Pel que fa a clubs, jugà al B 93 entre 1901 i 1917. A la selecció nacional jugà un total de 4 partits, en què marcà un gol. Debutà contra Anglaterra l'octubre de 1911 i disputà el seu darrer partit contra Alemanya l'octubre de 1912.